# Mini Metro
Mini Metro — відеогра-головоломка, розроблена командою інді-розробників Dinosaur Polo Club. Гравцям доручено побудувати ефективну мережу метро для міста, яке швидко зростає. Станції представлені вузловими пунктами різної форми, які гравці можуть з'єднувати лініями створюючи гілки метро. Рівні засновані на справжніх містах, а поява станцій і пасажирів відбувається процедурно. У візуальному стилі гри використовуються яскраві кольори та проста геометрія, щоб відтворити зовнішній вигляд сучасних карт метро. В грі використовується процедурна аудіосистема для створення звуків на основі дій гравця і мережі метро. Створення ритмів і звуків відбувалось під впливом мінімалістичної музики.
Mini Metro була задумана в квітні 2013 року для змагань з розроблення відеоігор, а версія прототипу була випущена у вільний доступ для веббраузерів. Під час розробки гри розробники наклали набір обмежень для зменшення її об'єму та для того, щоб проект міг досягнути кінцевого стану. Виробництво гри продовжилось після закінчення змагань і в серпні 2014 року була випущена комерційна версія, яка ще перебувала в доробці, для Linux, OS X, і Windows. Повна версія Mini Metro вийшла на платформи ПК в листопаді 2015 року, а на платформи Android і iOS в жовтні 2016 року. На Nintendo Switch вихід планується на 2018 рік. Гра отримала позитивні відгуки критиків за інтуїтивний інтерфейс, простий ігровий процес і мінімалістичний підхід.

## Ігровий процес
Mini Metro — відеогра-головоломка, в якій гравцям доручено побудувати ефективну мережу метро для міста, яке швидко зростає. Кожний рівень являє собою пласке зображення справжнього міста і починається з трьох станцій. Станції метро представлені вузловими пунктами різного вигляду. Гравці можуть створювати маршрути з'єднуючи станції, малюючи лінії між ними; кожний маршрут має свій колір. Пасажири з'являються на станціях, кожен з них має форму, яка відповідає формі станції на яку вони хочуть поїхати. Потяги ходять по маршрутах розвозячи пасажирів на потрібні станції. Річки, які перетинають залізничні шляхи, поява великої кількості нових станцій і пасажирів з часом, ускладнюють керування мережею метро. Станції також можуть змінювати форму свого вузла на більш рідкісні. Візуальний стиль гри мінімалістичний, використовуються криві лінії і яскраві кольори на зразок сучасних карт метро.
В режимі гри «Нормальний» кожна станція може вмістити обмежену кількість пасажирів; якщо станції стають надто заповненими та досягається допустимий поріг, то рівень закінчується. Після невдачі гравці можуть продовжити будувати свою мережу в режимі гри «Безкінечний», де станції не мають обмежень. Щоб полегшити наслідки зростання мережі, гравці отримують покращення кожен тиждень ігрового часу. При кожному покращенні гравець отримує один потяг і щось на вибір між двома випадковими варіантами, як-от додаткова лінія метро, додатковий вагон до потяга, додаткові тунелі для прокладання маршруту через річки, збільшена пропускна здібність станції. Крім того, гра може бути тимчасово зупинена в будь-який момент. В режимі «Екстремальний» лінії між станціями не можуть бути змінені після їх встановлення.

## Розробка і реліз
Mini Metro була розроблена Dinosaur Polo Club — незалежною студією розробки відеоігор, заснованій в Новій Зеландії. Це була перша гра студії, створена в 2013 році братами Пітером і Робертом Каррі. Раніше вони працювали над розробкою відеоігор Sidhe, але пішли звідти в 2006 році, щоб продовжити кар'єру в розробці інді-ігор. Після серії закинутих проектів Пітер Каррі визнає, що йому доведеться обмежити сферу своїх проектів, щоб завершити їх, і з надією на випуск готового продукту брати встановили ряд обмежень пропонуючи ідеї для прототипу гри. Зведення до мінімуму обсягу художніх робіт було необхідним обмеженням, оскільки в них було мало досвіду в створенні арт-проектів. Точно так само вони не хотіли, щоб концепція гри опиралась на аудіоконтент, через відсутність в них навичок в створенні музики. Вони також не бажали створювати кожен рівень в грі. Нашарування цих обмежень означало, що вони могли відразу відмовитися від більшості своїх потенційних ідей для гри. Це призвело до того, що вони сконцентрувалися на концепціях, які містили: рівні, породженні процедурними генераціями, і абстрактні візуальні стилі.
Розробка Mini Metro почалась в квітні 2013 року під назвою Mind the Gap. Роберт Каррі запропонував зробити гру про метро після відвідування Лондона і користування лондонським метрополітеном. Концепція полягала в тому, щоб дозволити гравцю створити мережу метро, яка буде переміщувати інтелектуальних агентів вузловими пунктами та лініями, які представляють станції та залізничні шляхи відповідно. Прототип був створений за вихідні та взяв участь в конкурсі розвитку відеоігор Ludum Dare 26. Брати вирішили розвинути гру використовуючи ігровий рушій Unity. Unity Web Player дозволив їм випустити вільно доступний прототип гри для веббраузерів під час змагань, тому в більшої кількості людей був доступ до неї. Mind the Gap зайняла перше місце в категорії «Інновації» і сьоме місце в категорії «Загальна» під час змагань. Частковий розвиток гри продовжувався після завершення змагання.

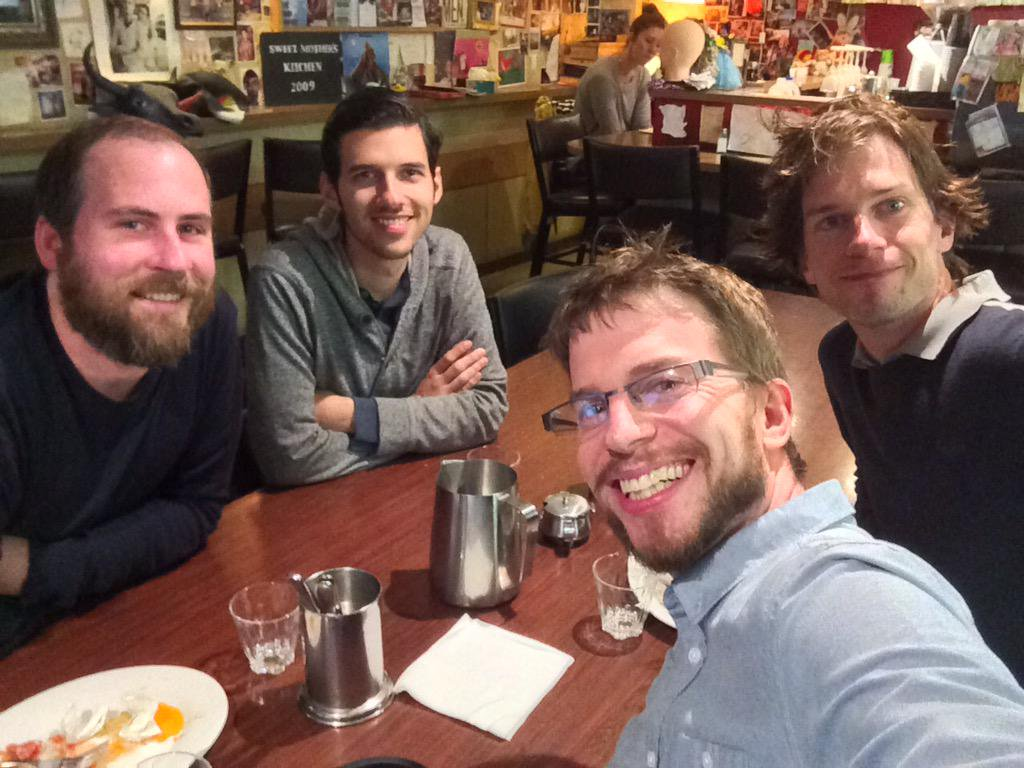
Члени команди Dinosaur Polo Club, які розробили Mini Metro

У вересні 2013 року була випущена альфа-версія Mini Metro. Розробники вирішили зберегти доступну вебверсію гри, принаймні до виходу фінальної версії. Вони також представили Mini Metro на Steam Greenlight — систему голосування на рівні спільноти, яка дозволить випускати ігри на цифровому дистриб'юторському сервісі Steam. Спочатку розробники планували зробити фінальну версію гри до кінця 2013 року, однак, попри обмеження щодо гри, розвиток зайняв набагато більше часу, чим вони очікували. Капітальне графічне перероблення, проблеми в балансі гри, робота над звуком гри — сприяли її затримці. В серпні 2014 року розробники вирішили випустити комерційну версію гри через Steam Early Access. Вони відчували, що ранній доступ підходить для Mini Metro, адже гра не мала сюжетною лінії, проходження якої могло б сильно вплинути на реіграбельність (англ. replayability)гри. Розробники постійно випускали нові версії гри базуючись на відгуках спільноти. Рання версія доступу представила їм ресурси для роботи над грою на весь вільний час. З березня 2014 року Пітер Каррі почав приділяти Mini Metro весь свій час, а його брат Роберт занурився в роботу в листопаді 2014 року. Спочатку Mini Metro розроблялась для мобільних платформ, однак розробники перемикнули свою увагу на настільні ПК через можливість випускати свою гру в ранньому доступі.
Брати найняли зовнішню допомогу для вирішення двох початкових проблем: художньої складової та звукового супроводу. Джеймі Цермен — колишній колега із Sidhe — зайнявся візуальним дизайном для Mini Metro, а також сприяв розробці гри. Американський композитор Disasterpeace працював над звуком гри. Він розробив процедурну аудіосистему, яка генерує звуки в залежності від дій в грі. Кожен рівень в грі має відповідний набір ритмів і звуків; гармонічна структура цих елементів змінюється в залежності він розміру і форми мережі метро гравця. Натхненням для створення звуку слугували мінімалізм, роботи Філіпа Ґласса і Стіва Райча.
6 листопада 2015 року була випущена фінальна версія гри Mini Metro для Linux, OS X і Windows. Dinosaur Polo Club співпрацював з Playism і Plug In Digital, щоб випустити гру на цифрових вітринах, і Koch Media для поширення в роздрібних магазинах Європи. Версія для Android (опублікована Playdigious) і для iOS була випущена 18 жовтня 2016 року.

## Нагороди та критика
| Агрегатор  | Оцінка                   |
| ---------- | ------------------------ |
| Metacritic | 77/100 (PC) 86/100 (iOS) |

Mini Metro отримала хороші відгуки критиків на сайті Metacritic. Лена ЛеРай на сайті IndieGames.com відмітила розслаблюючу атмосферу гри, а також інтуїтивно зрозумілий інтерфейс. Вона також оцінила зміни, які були зроблені під час фази раннього доступу, як-от аудіо, режим щоденних завдань і покращений інтерфейс гри. В журналі GamesTM зазначено, що глибина ігрового процесу Mini Metro і поступове збільшення складності зробили гру цікавою. Однак, їм не зрозуміло, чому розробники затягнули вихід гри для смартфонів, адже простий інтерфейс гри чудово підійшов би для них. Етан Гах в журналі Kill Screen похвалив гру за її простоту й елегантність, об'єднану інтерактивну естетику і надійну симуляцію. Алек Меер з вебсайту Rock, Paper, Shotgun похвалив гру за «виклик логіці й естетиці». Він особливо насолоджувався тим, як все перетворюється в хаос по мірі зростання труднощів і назвав цю гру «елегантною навіть в катастрофі». Він також вважає, що Mini Metro є хорошим прикладом того, як випустити гру в ранньому доступі. Розглянувши мобільну версію гри Роб Річ на сайті Gamezebo високо оцінив її візуальний дизайн і інтуїтивно зрозумілий сенсорний контроль. Він також вважає, що використання геометричних фігур для представлення пасажирів і станцій допомогло спростити складні задачі, в результаті чого з'явилась доступна гра. Християнин Валентин на сайті Pocket Gamer відмітив, що гра була заплутана на ранній стадії, але стала «неочікувано привабливою».
У 2016 році на Independent Games Festival Mini Metro отримала нагороду «Висока якість аудіо» і була номінована на нагороди в трьох інших категоріях «Висока якість візуальної частини», «Довершеність в дизайні» і «Seumas McNally Grand Prize». Mini Metro також був номінований на «Дебютну гру» на 12th British Academy Games Awards і отримав почесне згадування про «Кращий дебют» на 16-й щорічній Game Developers Choice Awards. Mini Metro потрапив в п'ятірку найкращих мобільних ігор 2016 року на сайті GameSpot.